# Kostojevići
Kostojevići (Servisch cyrillisch Костојевићи) is een plaats in de Servische gemeente Bajina Bašta. De plaats telt 495 inwoners (2002).